# James Caine
James Caine (* 1872 in Manchester; † 1940 ebenda)  war ein englischer Fußballspieler.

## Karriere
Caine spielte ab März 1892 für den in Manchester ansässigen Zweitligisten AFC Ardwick. Seinen einzigen Pflichtspielauftritt in der ersten Mannschaft hatte der ansonsten im Reserveteam eingesetzte Caine im Oktober 1893, als er bei einem 3:2-Heimsieg gegen Newcastle United Harry Middleton auf der rechten Läuferposition vertrat. Im September 1894 wechselte er zum Lokal- und Ligarivalen Newton Heath. Auch für Newton Heath kam er lediglich zu einem Pflichtspieleinsatz in der ersten Mannschaft. Während einer Verletztenmisere an Ostern 1895 bildete er anstelle von Fred Erentz gemeinsam mit John Dow das Verteidigerpaar bei einer 1:2-Niederlage beim designierten Staffelmeister FC Bury. Im in der Lancashire Combination spielenden Reserveteam kam er zu einigen Einsätzen als Verteidiger und half im Dezember 1894 auch mehrfach als Torhüter aus. Dabei musste er die Vereinsverantwortlichen beeindruckt haben, im März 1897 stieg er in der Position des Torhüters zum Profi auf, im Mai 1898 stand er in einem Freundschaftsspiel der ersten Mannschaft gegen Gainsborough Trinity zwischen den Pfosten. Die Saison 1898/99 bestritt er als Stammtorhüter des Reserveteams, bevor er den Klub im Januar 1899 verließ. Im Anschluss spielte er möglicherweise für die lokalen Klubs Tonge und Hyde.